# 平家岳
平家岳（へいけだけ）は、岐阜県と福井県の県境にある、標高1,442 mの山。山頂部は福井県大野市にある。

## 山名の由来
山名の由来は越中・加賀国境の倶利伽羅峠の戦いに敗れた平家軍の一部が山中に潜んだとの伝承があり、それが山名の由来になっている。

## 面谷鉱山
北側山腹の下部の九頭竜川水系の面谷川の左岸には面谷鉱山跡があり、その右岸には面谷集落跡がある。この鉱山では1841年（天保12年）から銅が産出され、1922年（大正11年）9月に閉山された。1917年（大正6年）に年間最大の32,950トンが産出された。亜鉛や石英なども産出していた。最盛期には600戸3,000人程の人が住む集落があった。

## 登山
交通の便は極めて悪く、マイカー利用になる。登山適期はホンシャクナゲの咲く5月中旬か、紅葉の秋が適する。一部の登山道が送電線の巡視路になっている。大野市側の登山口の面谷付近には面谷鉱山跡がある。山頂は見晴らしが良く、北側に白山を望むことができる。

## 周辺の山
- 荒島岳
- 屏風山
- 大日ヶ岳
- 高賀山